# Flagellicaudata

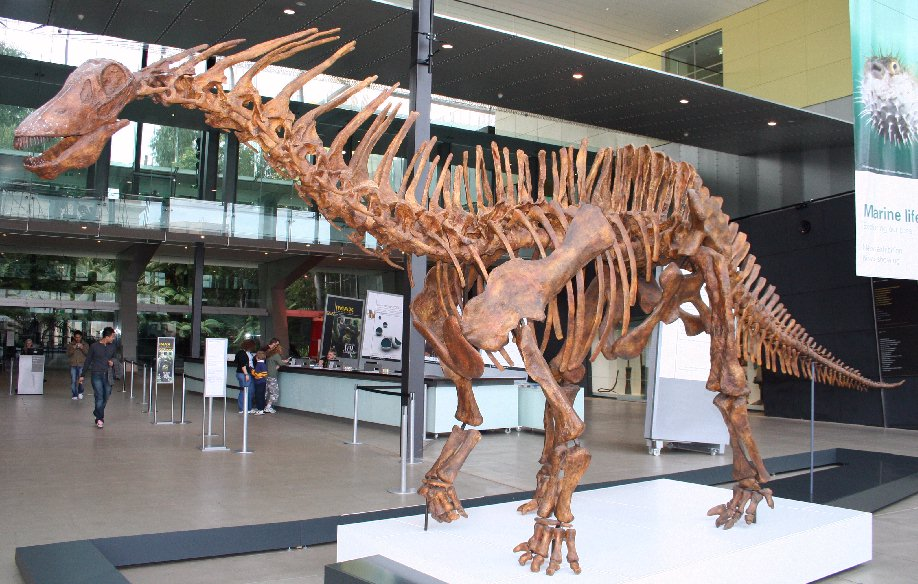
Skelet van Amargasaurus

De Flagellicaudata zijn een groep dinosauriërs behorend tot de Diplodocoidea.
De klade Flagellicaudata, de "zweepstaarten", werd in 2004 ontworpen door Peter Dodson nadat kladistische analyses hadden aangetoond dat de Diplodocidae en de Dicraeosauridae vermoedelijk zustergroepen waren binnen de Diplodocoidea. De definitie luidde: de groep bestaande uit de laatste gemeenschappelijke voorouder van Diplodocus en Dicraeosaurus en al zijn afstammelingen. Paul Sereno gaf in 2005 een verbeterde definitie door ook de soortnamen toe te voegen: Diplodocus longus en Dicraeosaurus hansemanni. 
De groep had als synapomorfie (gedeeld nieuw kenmerk) het bezit van de zweepstaart, die wellicht ter verdediging gebruikt werd. De oudste bekende vorm is Dicraeosaurus uit het Kimmeridgien van Afrika, de jongste Amargasaurus uit het Barremien van Argentinië. De Flagellicaudata hebben zich dus in het Late Jura afgesplitst en daarna nog zeker een twintig miljoen jaar voortgeleefd.